# Conca oceànica

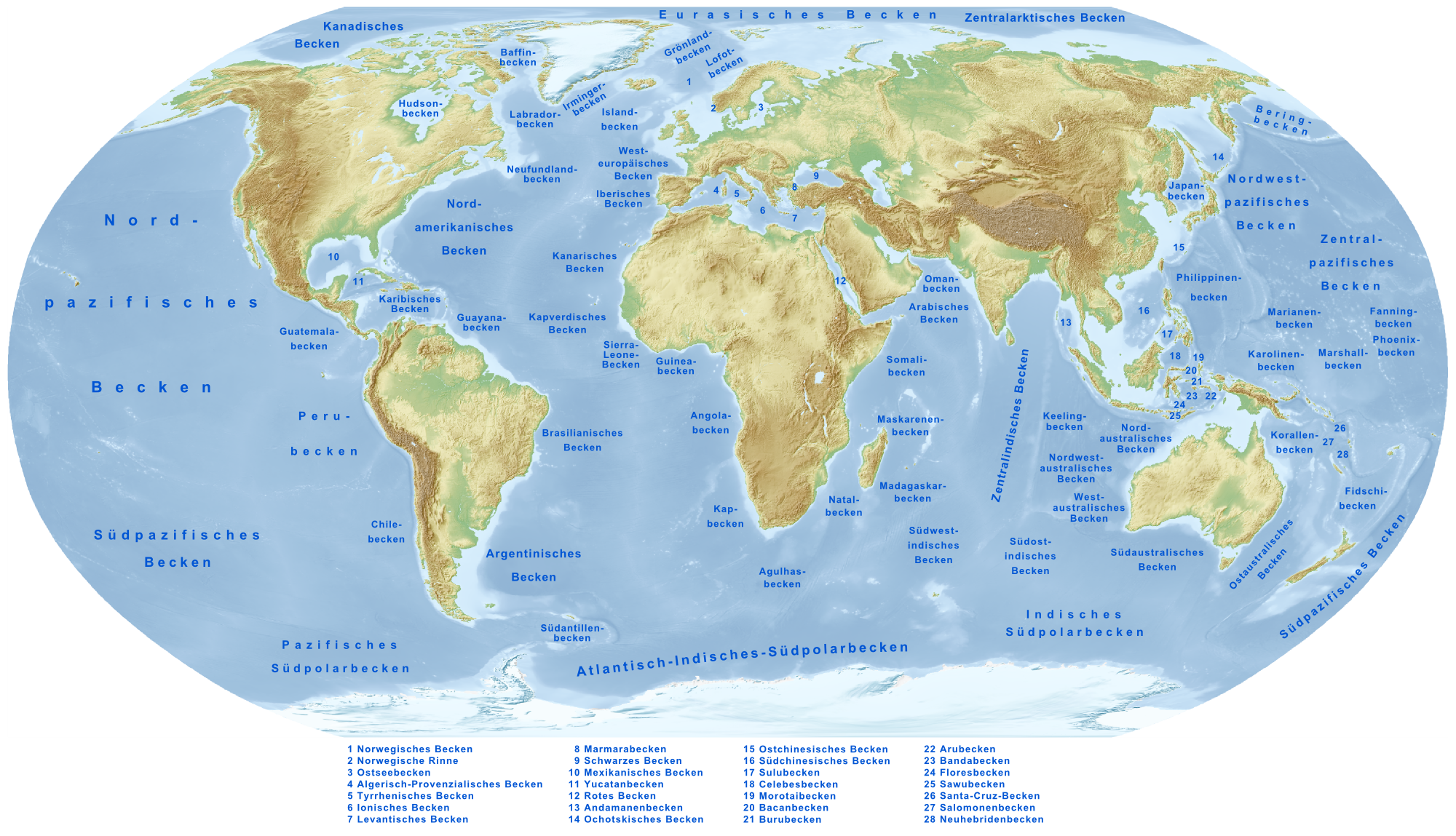
Mapa de les conques oceàniques.

Una conca oceànica (o cubeta oceànica) és una depressió molt extensa, relativament uniforme, de contorns més o menys arrodonits, que constitueixen el fons dels oceans.
La conca oceànica forma part de l'escorça o litosfera oceànica.
Les conques dels oceans arriben a una profunditat de 6.000 metres, però tenen els seus perímetres limitats per la base del talús continental, situada a uns 2.000 m de profunditat. En cada oceà la conca sol trobar-se subdividida en dues o més parts per la dorsal oceànica.